# AEK 아테네 FC
아틀리키 에노시스 콘스탄티누폴레오스(그리스어: Αθλητική Ένωσις Κωνσταντινουπόλεως, "콘스탄티노폴리스 체육 연합")는 흔히 아에크(ΑΕΚ) 라는 약칭으로 알려진 그리스의 아테네를 연고로 하는 축구 클럽이다.
1924년 소아시아 사태 당시 콘스탄티노폴리스에서 온 그리스 피난민들에 의해 창단 되었고 AEK는 그리스 축구 역사상 가장 성공적인 클럽으로 손꼽히며 국내 대회를 29번 우승 (리그 11회 그리스 컵 14회 그리스 리그컵 1회 그리고 그리스 슈퍼컵 3회를 포함) 하였으며 몇 차레 유럽 대항전 (UEFA 챔피언스리그와 UEFA 유로파리그)에 참가 했었다. AEK는 유럽 클럽 협회의 회원이다.
2012-13 시즌 AEK는 역사상 처음으로 수페르리가 엘라다에서 강등 당했다. 수년간의 방만 경영으로 쌓인 천문학적인 빚을 청산하기 위해 클럽은 2013-14 시즌에 아마추어 클럽으로 전향해 3부 리그인 풋볼 리그 2에 참가하기로 결정했다.

## 역사

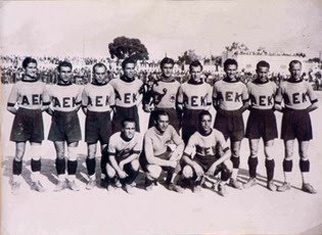
1925년 선수단.

다수의 콘스탄티노폴리스의 그리스인들은 다른 오토만 제국의 도시 중심인들과 다르게, 여러 체육 클럽들을 창립해 자신들의 체육 전통을 이어나갔다. 예를 들어, 타타블라 지역의 에노시스 타타울론(그리스어: Ένωσις Ταταούλων) 이나 이라클리스, (그리스어: Ηρακλής) 바티리아코스의 메가스 알렉산드로스, (그리스어: Μέγας Αλέξανδρος) 갈라타의 에르미스, (그리스어: Ερμής) 테라피아의 올림피아스, (그리스어: Ολυμπιάς) 그리고 할세돈의 카티 키오이(그리스어: Κατί Κίοϊ) 등의 클럽들은 그리스의 체육 및 문화적 정신을 함양하기 위해 존재했다. 이들은 제1차 세계 대전 이전까지 존재한 몇몇 그리스계 클럽들이다. 종전 후, 프랑스와 잉글랜드 군인들을 위주로 콘스탄티노폴리스에 밀어닥쳐 입성하였고, 다수의 시 클럽들이 외국 군인들로 구성된 정규 대회에 참가했다. 탁심, 페라, 그리고 타타블라는 축구 외에도 육상, 사이클, 복싱, 그리고 테니스 주간 대회의 장이 되었다.
그런데, 시의 다수 클럽들 중 축구를 지배한 집단은 에노시스 타타울론과 헤르메스였다. 헤르메스는 가장 인기 있는 클럽들 중 하나로, 1875년에 페라 (오늘날 갈라타)의 그리스인 집단에 의해 창단되었다. 1921년, 강제적으로 클럽 명칭을 페라 클럽으로 개명한 후, 다수의 선수들과 다른 스포츠 클럽들의 선수들은 소아시아 사태가 발발하자 그리스와 터키의 양 민족이 쌍방향 대이동을 하게 되었고, 그리스계 피난민들은 아테네와 테살로니키에 정착했다.

### 창단부터 1930년대까지

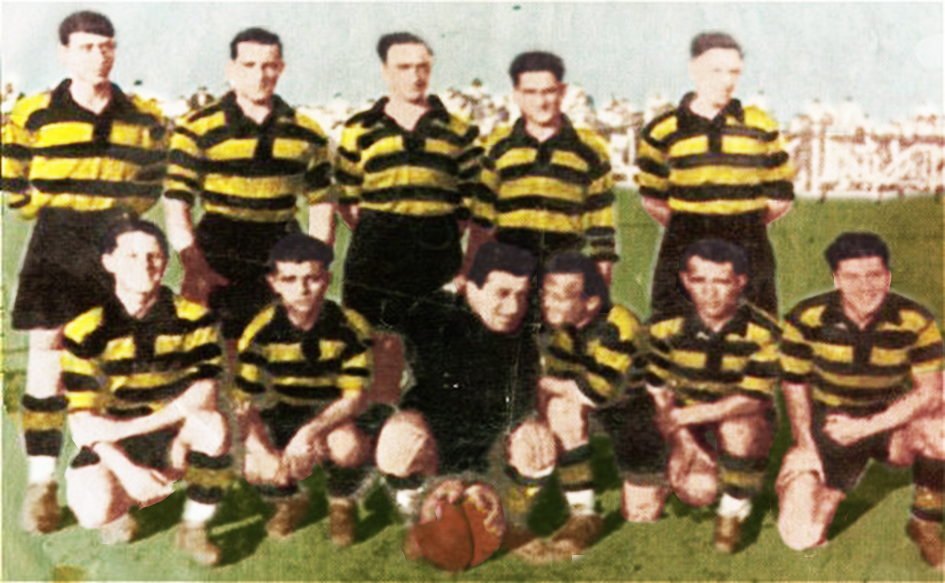
1932년 선수단

1924년, 콘스탄티노폴리스 피난민들 (이들 중 페라 클럽을 비롯한 다수의 콘스탄티노폴리스 클럽들의 선수들이 있었다) 은 아테네 중심에 위치한 베란제루 로의 에밀리오스와 메넬라오스 이오나스의 운동용품 상점에 모여 AEK를 창설했다.
AEK의 설립자들은 아테네의 부도심 신시가지 (이들은 네아필라델페이아, 네아이오니아, 네아할키도나, 네아스미르니에 주로 정착했다.) 에 정착한 전 콘스탄티노폴리스 및 아나톨리아 피난민들이 체육 및 문화의 다양성을 부여할 의도로 창설하게 되었다.

#### AEK 초창기 축구 선수단
AEK의 초창기 선수단은 골키퍼로 N. 키초스, 수비진으로 이에레미아디스, T. 아스데리스; 미드필더로 케하야스, 파라스케바스, 디모풀로스, 카라얀니디스, 공격진으로 발타스, 밀라스, 일리아디스, 게오르야디스로 구성되었다. AEK는 1924년 아이아스 아티논과의 경기에서 데뷔해 2-0으로 이겼다.
AEK의 축구팀은 1920년대 인기면에서 빠르게 성장했고, 이미 기존에 생성된 아테네 연고의 피난민 클럽들 (파니오니오스, 아폴론 스미르니) 을 압도했는데, 이는 클럽에 많은 수의 피난민들을 끌어들였는데, 이들 규모가 작지 않았으며, 정치적인 연계와 클럽 보드진들 몇명의 부를 이점으로 사용한 데에도 있었다. 축구 구장을 소유하지 않음에 따라, AEK는 대부분의 초창기 경기를 아테네의 여러 구장을 돌아다니며 치렀는데, 경기를 치른 곳으로는 올림피아 제우스 신전과 아포스톨로스 니콜라이디스 경기장도 있었다.

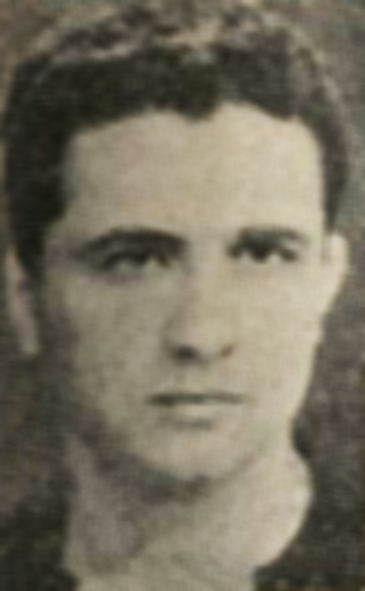
트리폰 차네티스

AEK의 초대 회장 콘스탄티노스 스파누디스 (1871-1941)는 언론인이자 당시 그리스 수상 엘레프테리오스 베니젤로스와 연계된 인물로, 정부에 스포츠 구장을 지을 토지를 내어 달라고 신청했다. 1926년, 피난민 시가지 건설이 예정되었던 네아 필라델피아의 토지가 피난민 스포츠 구단의 훈련장으로 내어졌다. AEK는 구장을 훈련 (임시) 장으로 사용하기 시작했고, 1930년대에 클럽의 소유지로 서명되었다. 이후 베니젤로스는 향후에 AEK의 홈구장으로 70년간 사용될 구장인 니코스 구마스 경기장의 설계를 허락했다. 1930년 11월에 치러진 첫 홈경기는 올림피아코스와의 홈경기로, 경기는 2-2 무승부로 끝났다.
1928년, 파나티나이코스, 올림피아코스, 그리고 AEK는 신생 단체인 그리스 축구 협회 (EΠO) 와 불화로 아테네 지역 리그에서 독립해 중부 그리스 축구 구단 (Ποδοσφαιρικές Ομάδες Κέντρου, Π. Ο. Κ., 아테네 등의 지역 단체) 을 조직했다. 불화 상태에서, Π. Ο. Κ.는 클럽들간 상호로, 혹은 유럽 클럽들과 친선전을 벌였다. 비록 1929년, 갈등으로 AEK와 타 Π. Ο. Κ. 클럽들은 다시 EΠO 소속이 되었다.
1932년, AEK는 아리스와의 결승전에서 5-3으로 이겨 첫 그리스 컵 우승을 거두었다. 당시 팀은 코스타스 네그레폰티스, (본래 콘스탄티노폴리스의 페라 클럽 베테랑) 클레안티스 마로풀로스, 트리폰 차네티스, 미할리스 델라비니아스, 요르고스 마게이라스 그리고 스피로스 스클라부노스 등의 스타 선수들로 구성되어 있었다.
클럽은 1930년대에 성공과 실패를 거듭했고, 1939년을 사상 첫 그리스 리그-컵 더블로 마무리했다.

### 1940년대와 1950년대
팀의 전 선수였던 코스타스 네그레폰티스는 감독이 되어 1939-40 시즌에 범그리스 리그를 우승했다. 잉글랜드인 감독 잭 베비의 지도 하에, 마로풀로스, 차네티스, 델라비니아스, 그리고 말게이라스의 베테랑들과 코스타스 풀리스, 요르고스 굴리오스, 그리고 파블로스 엠마누알리디스의 영건들이 협동하여 AEK는 1948-49 시즌과 1949-50 시즌에 파나티나이코스와 아리스를 각각 2-1과 4-0으로 이기고 그리스 컵을 우승했다.
AEK는 1950년에 아테네 지역 리그도 우승했으나, 다수의 선수들이 국가대표팀 훈련 캠프에 차출되면서 범그리스 리그 플레이오프가 열리지 않았다.
1950년대 초, 차세대 축구 스타들인 얀니스 카나키스, 안드레아스 스타마티아디스, 그리고 스텔리오스 세라페이디스 골키퍼; 코스타스 풀리스와 파블로스 엠마누알리디스의 협력으로, AEK는 1955-56 시즌의 그리스 컵을 우승했다. 결승전에서 AEK는 아포스톨로스 니콜라이디스 경기장에서 올림피아코스를 상대로 2-1로 이겨 5번째 컵대회 우승을 달성했다. 1956-57 시즌에 당대 최고 공격수로 평가받는 코스타스 네스토리디스가 데뷔했다. 1955-56 시즌에 파니오니오스에서 AEK로 합류한 네스토리디스는 이적 원년에 이적에서 두 클럽간의 불협화음이 발생해 벤치에만 앉아 있어야 했다. 1957-58 시즌과 1958-59 시즌, 그는 리그의 득점왕을 차지했으나, AEK가 무관을 모면하기에는 부족했다. AEK는 두 시즌 모두 올림피아코스에 밀려 리그에서 준우승을 차지했다.

### 1960년대와 1970년대
코스타스 네스토리디스가 1960년대에 다득점을 하면서, (1958-59 시즌부터 1962-63 시즌까지 5시즌 연속 득점왕) 디미트리스 파파이오안누가 1962년에 때맞추어 영입된 것과 맞물려, AEK는 1962-63 시즌에 리그 우승을 거두었다.
AEK 서포터들에게 애칭인 "미미스"로 불린 파파이오안누는 1962-63 시즌에 파나티나이코스와의 플레이오프전에서 두 차례 득점을 기록해, 3-3 동점을 이루어 골득실차로 AEK가 종전 이래 처음으로 우승컵을 얻을 수 있게 했다. 헝가리계 독일인 감독 처나디 예뇌의 지휘 하에, 우승을 거둔 선수단은 베테랑인 네스토리디스, 스텔리오스 세라페이디스, 밀토스 파파포스톨루, 그리고 안드레아스 스타마티아디스로 구성되었다. 영건 알레코스 소피아니디스, 스텔리오스 스케보필라카스, 요르고스 페트리디스, 그리고 마놀리스 카넬로풀로스 또한 1962-63 시즌 우승하는 과정에서 지대한 영향을 끼쳤다.
이어서 클럽은 1963-64 시즌과 1965-66 시즌에 컵대회 우승을 두번 추가했다. 처나디 감독이 1968년에 복귀한 후 코스타스 니콜라이디스, 요르고스 카라페스코스, 파나요티스 벤투리스, 포티스 발로풀로스, 스피로스 포모니스, 알레코스 이오르다누, 니코스 스타토풀로스, 그리고 안드레아스 파파엠마누일의 위대한 선수로 구성된 AEK 선수단은 손쉽게 리그를 우승했고, 그리스 축구 역사상 유러피언컵 8강에 진출한 최초의 그리스 클럽으로 이름을 올렸다.
스텔리오스 콘스탄티니디스 골키퍼와 아포스톨로스 외에도 아포스톨로스 토스카스는 팀에 전력을 강화해 주었고, AEK가 1970-71 시즌에 5번째 리그 우승을 거두도록 도왔다. 1971년, AEK는 올림피아코스와의 비공식 슈퍼컵 대회에서 2무를 거두고 (피레아스에서 2-2, 네아 필라델페이아에서 1-1) 승부차기에서 4-2로 이기며 우승을 차지했다. 마브로스, 엘레프테라키스, 그리고 아르디조글루는 1970년대말에 그리스 리그를 지배했던 AEK의 주축 선수였다.
1974년, 루카스 발로스가 AEK 회장으로 취임했고, 체코계 네덜란드인 감독 프란티세크 파드론크 감독의 도움으로, 팀은 클럽 역사상 최고의 팀으로 거듭났다. 발로스 임기의 "황금기"에 AEK 역사상 최고의 선수들이 활약했다. 흐리스토스 아르디조글루, 요르고스 데데스, 요르고스 스크레키스, 독일인 발터 바그너와 티모 찬라이터, 디오니시스 차미스, 판텔리스 니콜라우, 페트로스 라부시스, 보스니아인 두샨 바예비치, 타키스 니콜루디스, 스테파노스 테오도리디스, 흐리스토스 이초글루, 니코스 흐리스티디스가 그들이었다.스텔리오스 마놀라스는 1980년부터 1998년까지 AEK 수비의 핵심으로 자리잡았었다.

#### UEFA컵 4강

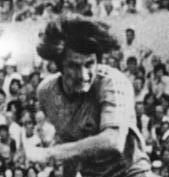
두샨 바예비치

파파이오안누를 사령관으로 둔 AEK는 1976-77 시즌에 UEFA컵에서 4강까지 올라갔고, 이 대회에서 최초로 4강에 오른 그리스 팀이 되었다. 디나모 모스크바 (소비에트 연방) 을 2-0으로, 더비 카운티 (잉글랜드)를 2-0과 3-2로, 레드 스타 베오그라드 (유고슬라비아)를 2-0으로, 그리고 퀸스 파크 레인저스 (잉글랜드)를 3-0으로 이기고 승부차기에서 7-6으로 따돌린 AEK는 잔니 아넬리의 유벤투스에 무릎을 꿇었다. 이후, 유벤투스는 이 시즌에 첫 유럽대항전 우승을 차지했다.
이 시기에 AEK는 그리스의 최고 스트라이커로 손꼽히는 토마스 마브로스를 영입했었다. 그는 1976-77 시즌에 팀이 UEFA컵 4강에 진출하는데 중요한 역할을 했는데, 그의 경악스러운 기량 (1977-78 시즌과 1978-79 시즌에 각각 22골과 31골로 득점왕에 올랐다) 은 AEK가 1977-78 시즌에 리그와 컵 더블을 달성하는데 중요한 역할을 했다. 전 파나티나이코스의 스타 디미트리스 도마조스와 코스타스 엘레우테라키스의 합류로, AEK 선수단은 이듬해 1978-79 시즌 리그 우승을 거두며 역대 가장 성공적인 70년대를 마무리했다.
루카스 발로스의 임기에 니코스 구마스 경기장이 상징적인 스케파스티(그리스어: Σκεπαστή, "덮인 스탠드") 가 추가되어 완공되었고, 이 곳은 AEK의 가장 열정적인 팬들인 오리지날 21의 보금자리가 되었다. AEK 유소년팀을 졸업한 차세대 스타 플레이어인 스텔리오스 마놀라스, 스피로스 에코노모풀로스, 반겔리스 블라호스, 그리고 리산드로스 게오르감리스는 이 시기에 데뷔했다.

### 1980년대와 1990년대
미할리스 아르카디스가 신임 회장으로 취임하고, 헬무트 제네코비치 오스트리아인 감독이 부임하면서, AEK는 1982-83 시즌에 새로 지어진 스피로스 루이스에서 열린 그리스 컵 결승전에서 PAOK를 2-0으로 이기고 우승했다. 토마스 마브로스와 21세의 주장 반겔리스 블라호스는 이 경기에서 득점을 올렸다.
AEK는 오랜 기간의 기다림 끝에 1988-89 시즌에 리그 우승 트로피를 되찾았다. 전 팀의 선수였던 두샨 바예비치 감독의 지도 하에, AEK는 올림피아코스와의 중대한 스피로스 루이스 홈경기에서 1-0으로 이기며 리그 우승컵을 들어올렸다. 타키스 카라요조풀로스는 AEK에게 10년만에 우승컵을 되찾아줄 소중한 결승골의 주인공이었다. AEK는 1989년에 파나티나이코스와 1-1로 비긴 후 승부차기에서 이기면서 그리스 슈퍼컵도 우승했다.

#### 황금의 팀

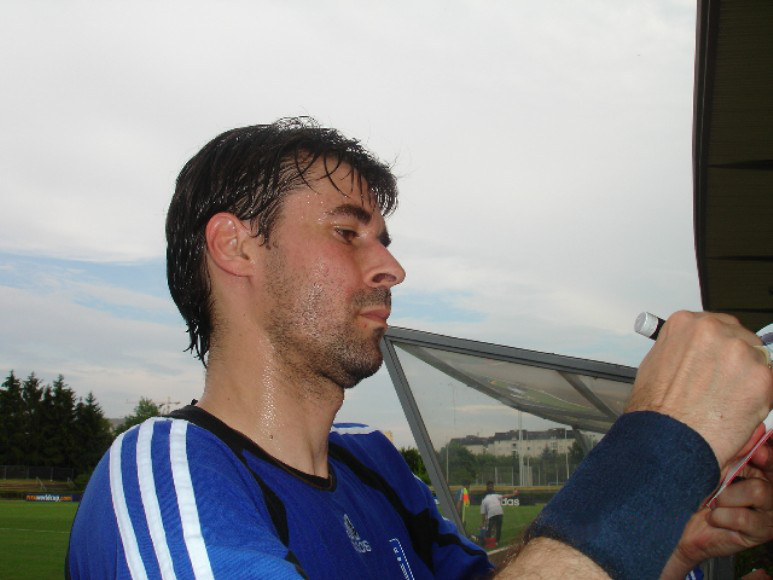
바실리오스 치아르타스

1989년에 바예비치 지도 하에 우승을 거둔 후, AEK는 역사상 가장 성공적인 팀이 될 선수단을 꾸렸다. 스텔리오스 마놀라스의 지휘 하에 토니 사베프스키, 다니엘 바티스타, 바이오스 카라얀니스, 바실리스 디미트리아디스, 요르고스 사비디스, 알레코스 알렉산드리스, 그리고 레피크 샤반조비치로 구성된 선수단은 1990년대에 리그 3연패 (1991-92, 1992-93, 1993-94)를 거두며 지배했다. AEK는 1990년에 올림피아코스를 3-2로 이기고 그리스 리그컵을 차지했다.
1994-95 시즌, AEK는 스코틀랜드 챔피언 레인저스를 꺾으면서 그리스 클럽으로는 최초로 UEFA 챔피언스리그 조별 리그에 참가하는 영예를 안았다. AEK는 조별 리그에서 아약스와 밀란에 밀려 탈락했는데, 이 두팀은 나중에 결승에 올라가 재회했다. 미할리스 트로하나스가 회장으로 취임하고, 두샨 바예비치가 지휘봉을 잡으면서, 클럽은 1995-96 시즌의 그리스 컵을 우승했다. 1996년 말에 두샨 바예비치가 피레아스 연고의 라이벌 구단 올림피아코스로 떠나자, 팀의 전 선수였던 페트로스 라부시스가 배통을 이어받았다. 라부시스는 1996년에 팀의 두번째 슈퍼컵 우승을 달성했고, 1996-97 시즌에는 11번째 컵 우승을 차지했는데, 두 결승전의 상대는 모두 파나티나이코스였다. AEK가 가장 많은 우승을 거둔 시기에, AEK는 재능 있는 데미스 니콜라이디스, 흐리스토스 코스티스, 바실리오스 치아르타스, 흐리스토스 말라데니스, 안드레아스 지코스, 그리고 미할리스 카프시스를 영입했다. 특히 데미스 니콜라이디스는 유년 시절부터 AEK의 팬이었으며, 자신이 지지하는 클럽으로 이적하기 위해 올림피아코스와 파나티나이코스의 더 좋은 제의를 거절했다. 1996-97 시즌과 1997-98 시즌에 AEK는 유러피언 컵위너스컵의 8강까지 올라갔다.
1999년, 디미트리스 멜리사니디스 전 회장은 NATO의 유고슬라비아 폭격이 진행되는 과정에 베오그라드에서 파르티잔과의 친선전을 예정했다. 전란에 휩싸인 세르비아를 향한 동정과 결속의 행위로, AEK 선수들과 코칭스태프는 국제적 금수조치를 거절하고 베오그라드로 가 경기에 임했다. 경기는 60분, 수천명의 세르비아 팬들이 선수들을 포옹하기 위해 난입하면서 1-1로 종료되었다.

### 21세기 초

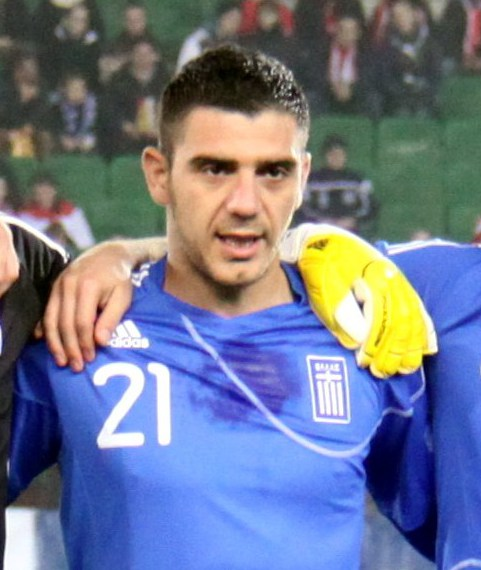
코스타스 카추라니스

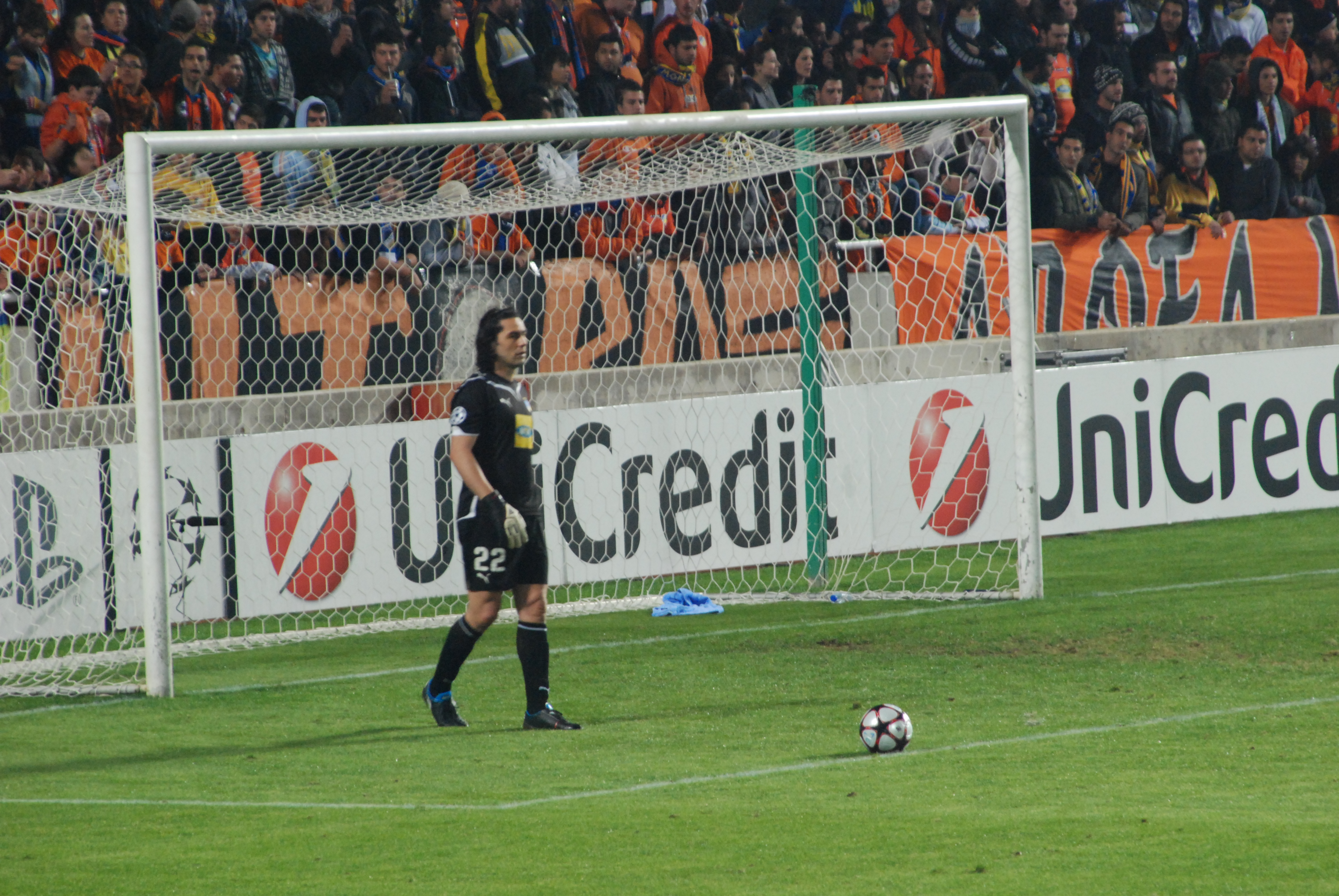
디오니시스 히오티스

AEK는 1999-2000 시즌, 얀니스 파티아카키스 감독의 지휘 하에 그리스 컵 결승전에서 이오니코스를 3-0으로 대파하고 12번째 우승을 거두었다. 클럽은 꾸준한 활약으로 2001-02 시즌에 리그에서 올림피아코스에 골득실차로만 밀린 채 리그에서 준우승을 거두었고, 같은 해 컵대회 결승전에서 올림피아코스를 이겼다.

#### UEFA 챔피언스리그 2002-03 무패 행진
2002년 여름 두샨 바예비치가 감독으로 복귀했고, 그의 이적 발표는 AEK의 일부 서포터들이 바예비치에게 적대적인 감정을 가지게 만들었다. 바예비치 감독 하에 AEK는 APOEL을 제압하고 UEFA 챔피언스리그 예선전을 통과했다. 로마, 레알 마드리드, 그리고 헹크와 A조에 편성된 AEK는 양호한 경기를 펼치며 6경기를 모두 비기고 탈락했다. AEK는 UEFA컵에서 마카비 하이파 (4-0, 4-1)를 꺾으며 말라가에 의해 탈락하기 전까지 유럽 여정을 계속했다.
그라운드 밖에서, 마키스 프소미아디스 회장이 팀에 많은 문제를 야기했는데, 보디가드의 비호 하에, 팀의 주장 데미스 니콜라이디스를 폭행했다는 증언이 나왔다.
다툼 끝에, 클럽의 방만 경영으로 인한 재정적 문제가 쌓인 것으로 인해, 니콜라이디스는 상호 계약 해지를 통해 아틀레티코 마드리드로 자유 이적했다. AEK 팬들 다수로부터 부정적인 평가를 수용하지 못했던 바예비치 감독은 2004년, 이라클리스와의 경기에서 사임했다. 파산의 위기에 처하고, 대부분의 베테랑과 스타 선수들을 타 유럽 구단들에게 빼앗기면서, AEK는 그리스 아마추어 리그로 강등되는 것을 막기 위해 기적이 필요해 보였다. 비록 코스타스 카추라니스와 니코스 림페로풀로스가 남았으나, 바실리스 보르보키스, 그리고리오스 게오르가토스, 테오도로스 자고라키스, 미할리스 카프시스, 미할리스 카사피스, 미헐 크레이크, 바실리스 라키스, 바실리오스 치아르타스, 그리고 야니스 오카스가 클럽의 위기가 발생할 무렵에 팀을 떠났다.
2003년, 데미스 니콜라이디스와 몇몇 AEK 서포터들은 연합 1924 (Ένωσις 1924) 라는 단체를 조직해 AEK 서포터들이 클럽의 지분과 경영권을 사들이는 것을 촉진시켰다. 이 프로젝트는 완전히 실현되지 못하였는데, 같은 시기, 사업가들이 지분을 사들여 클럽에 투자하기로 결정했기 때문이었다. 그러나, 현재까지도, 연합 1924의 회장은 AEK 축구 부서의 보드진 일원이다. 같은 해, AEK가 70년간 홈구장으로 사용되었던 니코스 구마스 경기장이 철거되었다.

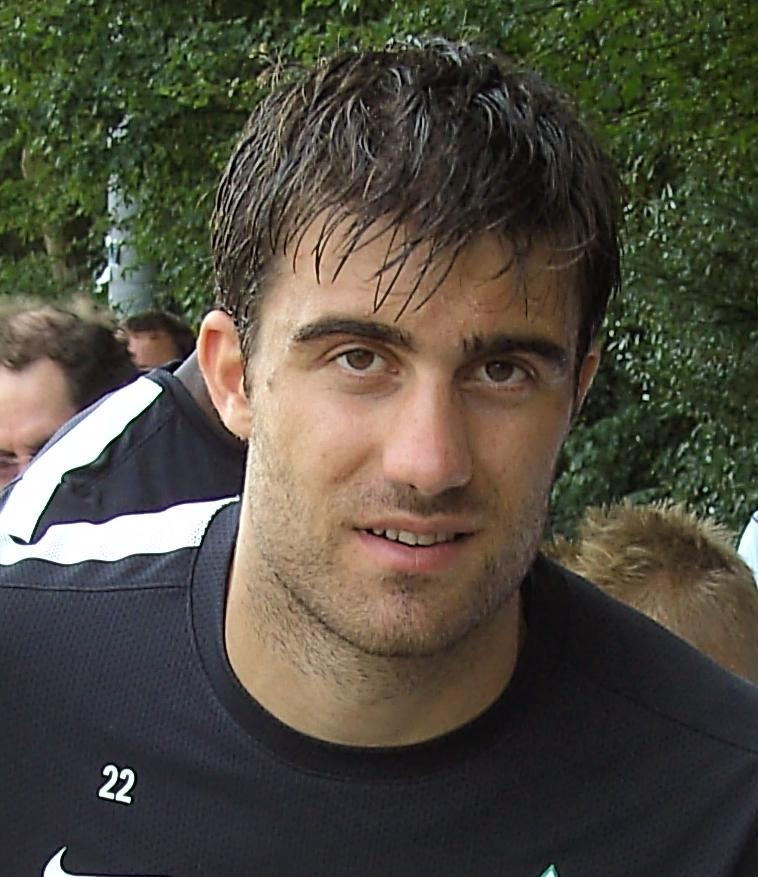
소크라티스 파파스타토풀로스

2004년, AEK 팬들의 열화와 같은 성원에 힘입어 데미스 니콜라이디스가 사업가 컨소지엄의 리더로써 사면초가 상태에 빠진 클럽을 인수해 회장으로 취임했다. 그의 첫 목표는 AEK를 재정 위기에서 구제하는 것이었다. 니콜라이디스 임기에 거둔 첫 성과는 그리스 사법 시스템에 의해 전 경영진들이 쌓은 클럽의 대부분 부채를 청산한 것으로, 통제할 수 있을 만큼만 남은 나머지 공공적인 빚도 청산할 수 있게 기반을 마련한 것이었다.
클럽의 알파 에트니키 소속 지위를 유지한 채, 니콜라이디스는 이후 AEK를 과거 영광스러운 시대로 재건하기 위한 프로그램을 시행했다. 그는 경험낳은 팀의 전 선수인 일리야 이비치를 기술 디렉터로 앉혀 페르난두 산투스를 다시 감독으로 모셔오게 했다. AEK 팬들은 시즌권을 기록적인 17,000장 넘게 구매하면서 니콜라이디스의 노력에 부응했다.
AEK는 힘을 잃은 팀을 보강하기 위해 기대주들을 영입해 전력을 보충했다. 경험많은 카추라니스와 림페로풀로스의 지도 하에, 브라질의 줄리우 세자르가 합세하면서, 클럽은 13년의 기간 안에 7번째 그리스 컵 결승 진출을 이룩했으나 리그에서 2위를 차지하였고, 이 과정에서 팀은 UEFA 챔피언스리그 3차 예선전에 진출하게 되었다. 2006-07 시즌, 페르난두 산투스가 계약을 갱신하지 않자, 요렌스 세라 페레르 전 레알 베티스 감독이 사령탑으로 부임했다.
하츠에게 1, 2차전 모두 승리 (스코틀랜드에서 2-1, 그리스에서 3-0)를 거두면서, AEK는 챔피언스리그 조별 리그에 진출했고, 클럽은 밀란과 릴을 각각 1-0으로 꺾고 안데를레흐트에게 2번 비기면서 (그리스에서 1-1, 벨기에에서 2-2) 승점 8점을 획득했다. AEK는 수페르리가 엘라다 준우승을 거두어 다음 시즌에도 UEFA 챔피언스리그 3차 예선전에 진출했다.

#### 2007-08 시즌 리그 우승 경쟁

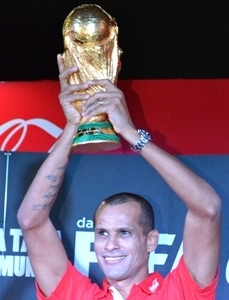
히바우두

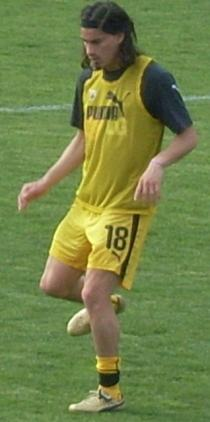
이스마엘 블랑코

2007-08 시즌, AEK의 유니폼 제작사가 아디다스에서 푸마로 변경되었고, 세비야와 UEFA 챔피언스리그 3차 예선전을 치렀는데, 8월 15일에 에스타디오 라몬 산체스 피스후안에서 열린 1차전에서 AEK는 2골차로 패했고, 9월 3일에 스피로스 루이스에서 열린 2차전에서도 AEK는 1-4로 졌다.
AEK는 올림피아코스에서 방출된 브라질의 전설 히바우두 영입을 완료했고, 로돌포 아루아바레나, 하리스 파파스와 아르헨티나 스트라이커 이스마엘 블랑코를 끌어들였다. 트라야노스 델라스의 계약이 갱신되었고, 그는 2009년 여름까지 팀에 머물게 되었다. 8월 25일, 수페르리가와 EΠO가 펠로폰네소스 화재 참사로 시즌 개막을 연기했다.
UEFA 챔피언스리그에서 탈락한 후, AEK는 잘츠부르크와 UEFA컵에서 격돌했다. 9월 20일, AEK는 아테네에서 잘츠부르크를 3-0으로 꺾었다. 2차전은 10월 4일 잘츠부르크에서 열렸고, AEK는 비록 경기에서 패했으나, 3-1로 합계에서 앞서 다음 라운드에 진출했다. 10월 9일, AEK는 UEFA컵에서 비야레알, 피오렌티나, 믈라다 볼레슬라프, 그리고 엘프스보리와 함께 C조에 편성되었다. 10월 25일, AEK는 엘프스보리 원정에서 1-1로 비기면서 조별 리그를 시작했고, 피오렌티나와의 11월 29일 홈경기에서도 1-1로 비겼다. 12월 5일, AEK는 믈라다 볼레슬라프 원정에서 1-0으로 이겼고, 12월 20일에 AEK는 비야레알에 1-2로 홈에서 패했으나, 최종적으로 UEFA컵 토너먼트전 진출권을 손에 넣었다. AEK는 헤타페와 32강에서 만났다. AEK는 이 시즌까지 UEFA컵 32강에 2시즌 연속으로 진출했다.
2월 12일, AEK는 성적 부진과 성공적이지 못한 이적시장을 보낸 것으로 인해 요렌스 세라 페레르와 결별했고, 팀의 전 선수였던 니코스 코스테노글루가 그의 자리를 대행으로 맡았으나, 별 다른 변화가 없었다. 팀은 본래 시즌을 1위로 종료했으나, 앞서 정규 시즌에 아폴론 칼라마리아스가 올림피아코스에 1-0으로 이긴 경기에서 아폴론 칼라마리아스가 부정 선수를 기용한 것으로 법정 공방 끝에, 올림피아코스가 법원 청문회에서 승점 3점을 획득해, AEK가 올림피아코스에 2점차로 뒤쳐지게 되어 우승하지 못했다.
데미스 니콜라이디스 회장과 몇몇 보드진들과 단장은 법정의 결정에 분노했고, 그리스 축구 협회가 경기 전부터 부적합 선수의 기용을 인지하고 있었고, 등록증 (블루카드) 을 제시했으나, 아무 문제도 제기하지 않았었다고 주장했다. 파나티나이코스 또한 스포츠 중재 재판소 (CAS) 에 제소했으나, 그리스 축구 협회가 주장을 지지하지 않으면서 아무런 소득을 보지 못했다. 히바우두는 판결이 올림피아코스에게 유리하고 AEK가 우승팀으로 인정되지 않을 경우 그리스를 떠날 것이라고 선언했다. 그는: "그라운드에서 우승할 자격이 되지 않는다면 트로피를 들 자격이 없다."라고 주장했다.
5월 14일, 요르고스 도니스가 AEK의 감독으로 내정되었다. 그의 임기는 좋지 않게 흘러갔다. 이는 AEK가 UEFA컵 예선전에서 오모니아에게 발목이 잡혀 첫단추를 잘못 꿰면서 시작되었고, 그 결과 이 시즌의 유럽대항전에 진출하지 못하게 되었다. 주축 선수인 히바우두는 8월 27일에 클럽을 떠나 부뇨드코르 이적을 요청했다.
리그는 개막전에서 라이벌 파나티나이코스를 잡으면서 좋게 시작했으나, 형편 없는 기량과 결과로 AEK는 곤경에 처했다. 요르고스 도니스 감독은 클럽을 떠날 의사를 가졌으나, 데미스 니콜라이디스는 그의 요청을 거절했다. 그에도 불구하고, 니콜라이디스는 성적 부진과 오리지날 21 팬들과의 논란으로 회장직을 내려놓았고, 회장직을 니코스 쿨리스와 타키스 카넬로풀로스에게 임시로 넘겼다.

#### 재정난과 강등
그러나, 클럽은 부진을 거듭하였고, 팀과 관련된 전원에게 분노와 불안한 상황을 불러왔다. 이 실망스러운 행보와 클럽 보드진의 분노로 로 먼저 타격을 본 것은 팀을 떠나는 것에 요청했던 요르고스 도니스 감독이었다. 2008년 11월 21일, 두샨 바예비치가 AEK의 사령탑으로써 세번째 임기를 시작했다. 그러나, 얼마 지나지 않아, 타키스 카넬로풀로스가 바예비치 감독과의 불화로 팀을 떠났다.
2009년 2월 4일, 니코스 타노풀로스가 AEK의 41대 회장으로 취임했다. 바예비치는 클럽에 필요했던 안정감을 어느 정도 찾아주었고, 그라운드에서의 성과가 시즌 말에 나오기 시작했으며, AEK는 2009년 5월 2일에 스피로스 루이스에서 열릴 올림피아코스와의 그리스 컵 결승전에 진출했다. AEK는 이 대회 결승전에서 승부차기 끝에 14-15로 패했다. AEK는 시즌을 정규 리그를 4위로 마무리하면서, 플레이오프전에 진출하게 되었는데, 여기에서 2위를 차지하면서, UEFA 챔피언스리그 진출이 아쉽게 무산되었다.
2010년 여름 이적시장에서, AEK는 적은 예산을 가지고도 인상적인 선수들을 영입하면서 선수단을 보강할 수 있었다. 클럽의 우상 니코스 리베로풀로스와 트라야노스 델라스가 경력을 연장할 1년 계약을 체결했고, 다수의 신예와 베테랑 선수가 AEK에 입단했는데, 대표적인 선수들로는 파파 부바 디오프, 크리스티안 나수티, 그리고 흐리스토스 파차초글루가 있었다. AEK는 던디 유나이티드를 합계 2-1로 제치고 UEFA 유로파리그 2010-11 본선에 진출했다.
2010년 10월 7일, 마놀로 히메네스가 2년 계약을 체결하면서 사임한 두샨 바예비치의 뒤를 이어 감독이 되었다.
2011년 4월 30일, AEK는 아트로미토스와의 그리스 컵 결승전에서 3-0으로 크게 이기고 14번째 컵대회 우승을 자축했다.
2011년 여름에 떠난 나초 스코코, 파파 부바 디오프, 세바스티안 사하, 그리고 이스마엘 블랑코의 공백을 메꾸기 위해, AEK는 아이슬란드 국가대표팀 주장 에이뒤르 그뷔드요흔센과 콜롬비아 국가대표 파비안 바르가스를 영입했다. 2012년 6월 25일, 재정난으로 팀이 위기에 처하자, AEK의 전설적인 공격수 토마스 마브로스는 전 소속팀의 재정적 참사를 피하기 위해 2012년 8월 1일에 회장으로 취임했다. 바실리오스 치아르타스, 미미스 파파이오안누, 코스타스 네스토리디스, 흐리스토스 코스티스, 반겔리스 블라호스, 흐리스토스 아르바니티스, 요르고스 카라페스코스와 같은 AEK의 전 선수들은 클럽이 영광스러운 나날로 돌아갈 수 있도록 팀의 요직으로 들어가 팀을 도왔다. 2012년 9월 30일, 반겔리스 블라호스가 성적 부진으로 해임되면서 에발트 리넨이 AEK의 감독으로 임명되었다. 2013년 4월 9일, 에발트 리넨도 부진한 성적을 만회하지 못하면서 경질되었고, AEK는 트라야노스 델라스를 감독으로 영입해 바실리스 보르보키스와 아키스 지코스를 수석 코치로 붙여놓았다.
2013년 4월 19일, 수페르리가 징계 위원회는 2013년 4월 14일의 AEK-파나티나이코스 경기에서 관중들이 대거 난입해 선수들을 쫓은 것에 대해 AEK의 승점을 깎고 파나티나이코스에 3-0 몰수승을 투표로 결정하였다. 그 결과, AEK는 클럽 역사상 처음으로 수페르리가 엘라다에서 강등당했다. 더 나아가서, AEK는 풋볼 리그에서 승점 2점을 삭감당한채 시작하게 되었다.
그러나, 2013년 6월 7일, AEK 보드진 회의에서 클럽이 아마추어 클럽으로 전향해 2013-14 시즌에 풋볼 리그에 참가하지 않을 것임을 결정했다. AEK는 "자진"강등으로 아마추어 풋볼 리그 2에 소속되었다. 같은 날, 디미트리스 멜리사니디스가 클럽을 돕기 위해 AEK 아테네 스포츠 클럽의 주시 하에 회장으로 취임하였다.
AEK는 아마추어 풋볼 리그 2 6조에서 23승 3무 1패로 무난히 우승을 거두었다. 그에 따라, AEK는 2014-15 시즌에 풋볼 리그에 참가하게 되었다.

## 문양과 유니폼
| 1924–1927 | 1962–63 | 2002 | 2005–06 | 2012-13 | 2014–15 |  |

유니폼의 황색과 흑색은 AEK의 콘스탄티노폴리스와 비잔티움 제국과의 연관성에서 유래되었다.
AEK는 항상 황색 유니폼, (간혹 줄무늬 유니폼을 착용하기도 했다) 흑색 하의, 그리고 황색이나 흑색의 양말을 착용했다. 예외의 경우로는 1990년대 카파가 제작했을 때 (당시 유니폼에 쌍두독수리를 새겼다) 와 근래 유럽대항전에서 상 하의와 양말이 모두 황색인 유니폼을 착용했다.
AEK의 전통적인 원정 유니폼 색상은 전체가 흑색이거나 백색이다. 간혹, 클럽은 밝은 청색이나 회색, 어두운 진홍색을 써드킷으로 사용하기도 했다.
AEK의 현재 유니폼 제조사는 푸마이며, 2007년부터 2014년까지 용품 계약이 되었다. 이전에 유니폼은 디아도라, 카파, 나이키, 그리고 아디다스가 제조하기도 했다. AEK의 첫 유니폼 스폰서는 시티즌 홀딩스 (1982-1983) 로, 이후 닛산, (1983-1985) 에트니키 아스팔리스티키와 피닉스 아스팔레이에스, (1988-1996) 게니키 은행, (1996-98) 파이어스톤, (1999) 마르핀 투자 그룹, (1999-2001) 알파 디지탈, (2001-2002) 원수지간인 올림피아코스 연고의 피레아스를 연고로 해 논란을 야기한 피레아스 은행, (2002-2004) TIM, (2004-2006) LG / 셰보레 (옷깃) / 포르트네트 (하의) / 다이너스 클럽, (등) (2006-2009) 그리고 다이너스 클럽 (2009-2010) 이 있었다. AEK의 2010년부터 2014까지의 주 스폰서는 OPAP으로 등쪽에는 인터내셔널 서비스의 로고가 새겨졌다. 2014-15 시즌, 현 AEK의 스폰서는 지프이다.

### 문양

비잔티움 제국의 팔라이올로고스 왕조 문양

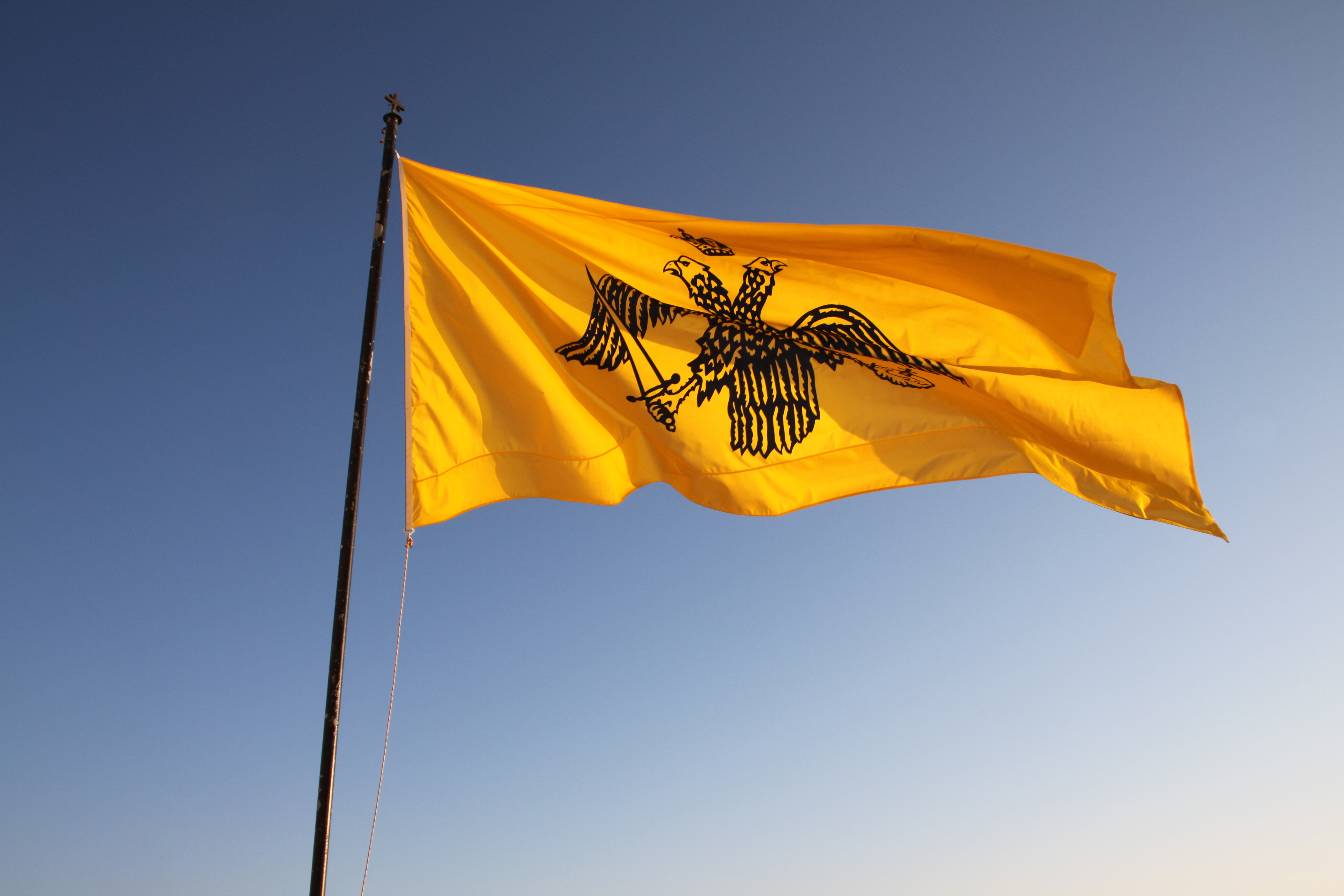
그리스 정교회 깃발

1924년, AEK는 쌍두독수리(그리스어: Δικέφαλος Αετός - 디케팔로스 아에토스)의 그림을 문양으로 도입했다. AEK가 소아시아 사태와 그에 따른 인구 교환 당시 콘스탄티노폴리스에서 피난온 그리스인들에 의해 창단되었을 때, 문양과 색상 (황색과 흑색)으로 실향의 유품을 채택했다. 구단은 콘스탄티노폴리스 역사와의 연계를 상징한다. 또한, 콘스탄티노폴리스를 근거로 두었으며, 팔라이올로고스 왕조시절 제국 문장으로 사용된 쌍두독수리가 그리스 정교회의 깃발에 사용된다.
AEK의 문양은 1924년부터 1982년까지 여러 차례 소규모 변화를 거쳤다. 유니폼에 붙은 쌍두독수리의 문양은 대체로 공식 클럽, 관련 상품, 그리고 홍보물의 문양의 쌍두독수리와 일치하지 않는다. 모든 쌍두독수리의 문양은 "공식" (방송적 의미에서)으로 채택되었으나, 1982년까지 클럽, 유니폼, 문양에 공식적으로 저작권을 지니지 않았다. 문양은 1989년과 1993년에 또다시 변경되어 현재의 방패 형태를 지니고 있다.

### 유니폼 제작사와 스폰서
| 연도      | 유니폼 제작사 | 스폰서                  |
| --------- | ------------- | ----------------------- |
| 1974–1975 | 아디다스      | 없음                    |
| 1975–1977 | 푸마          | 없음                    |
| 1977–1982 | 아디다스      | 없음                    |
| 1982–1983 | 아디다스      | 시티즌 홀딩스           |
| 1983–1985 | 지타 엘라스   | 닛산                    |
| 1985–1989 | 지타 엘라스   | 에트니키 아스팔리스티키 |
| 1989–1993 | 디아도라      | 에트니키 아스팔리스티키 |
| 1993–1995 | 베이직        | 피닉스 아스팔레이에스   |
| 1995–1996 | 카파          | 에트니키 아스팔리스티키 |
| 1996–1998 | 카파          | 게니키 은행             |
| 19990     | 카파          | 파이어스톤              |
| 1999–2000 | 카파          | 마르핀 투자 그룹        |
| 2000–2001 | 나이키        | 마르핀 투자 그룹        |
| 2001–2002 | 나이키        | 알파 디지탈             |
| 2002–2004 | 나이키        | 피레아스 은행           |
| 20040     | 나이키        | TIM                     |
| 2005–2006 | 아디다스      | TIM                     |
| 2006–2007 | 아디다스      | LG                      |
| 2007–2008 | 푸마          | LG                      |
| 2009–2010 | 푸마          | 다이너스 클럽           |
| 2010–2014 | 푸마          | OPAP                    |
| 2014–0    | 푸마          | 지프                    |

## 경기장

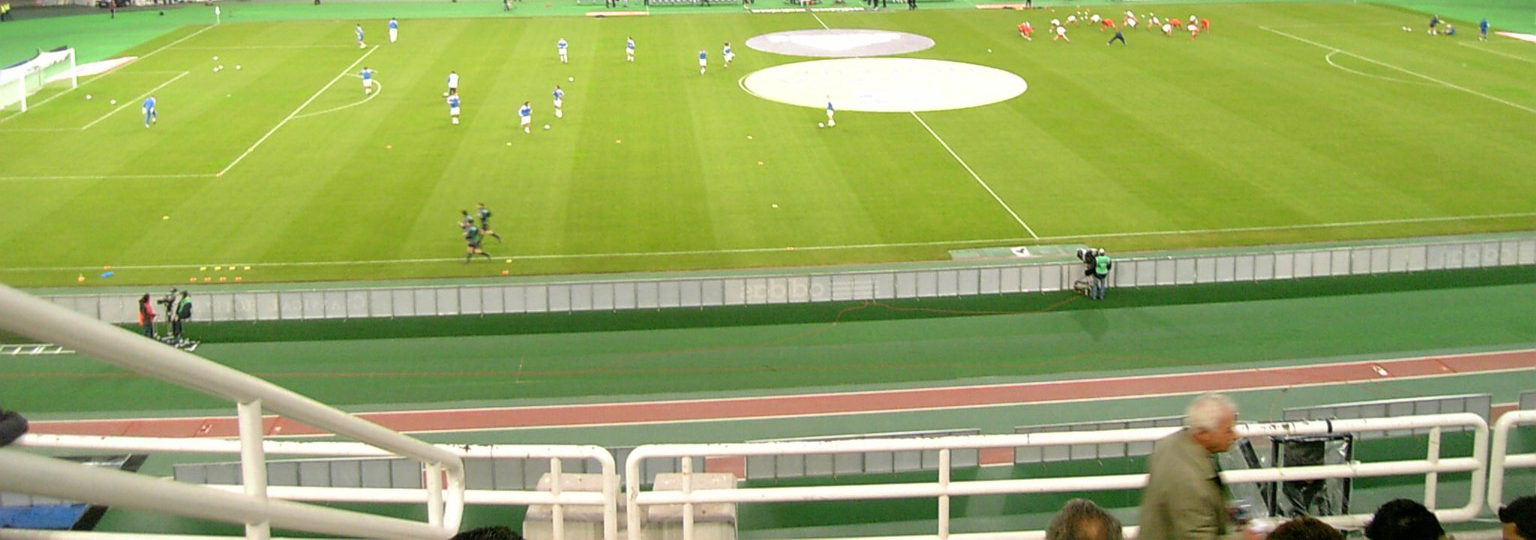
스피로스 루이스

니코스 구마스 경기장(그리스어: Στάδιο Νίκος Γκούμας)은 그리스 아테네 북부 부도심인 네아 필라델페이아(그리스어: Νέα Φιλαδέλφεια, "새로운 필라델피아") 에 위치했던 다목적 경기장이다. 주로 축구 경기에 사용되었으며, AEK의 홈구장이었다. 경기장 명칭은 경기장 건설과 리모델링에 공헌한 니코스 구마스 전 회장의 이름을 따 명명되었다. 2003년, 그리스의 가장 역사적인 구장 중 하나로 손꼽히며, 1930년부터 AEK의 홈구장인 니코스 구마스 경기장이 철거된 후, 클럽은 70,000명을 수용 가능한 아테네의 스피로스 루이스 (올림픽 경기장)에서 홈경기를 치른다. 아테네 올림픽 체육 단지 (ΟΑΚΑ)는 유럽에서 가장 시설을 잘 갖춘 체육 단지로 손꼽힌다.
아테네 올림픽 체육 단지는 1991년 지중해 게임, 1997년 육상 세계 선수권 대회, 1994년과 2007년 UEFA 챔피언스리그 결승전과 기타 주요 체육 및 문화 행사를 개최하였으며, ΟΑΚΑ가 개최한 가장 큰 대회는 2004년의 하계 올림픽이다.
| 경기장               | 수용 인원 | 연도              |
| -------------------- | --------- | ----------------- |
| 니코스 구마스 경기장 | 27,729    | 1928–1985 1987–03 |
| 스피로스 루이스      | 69,618    | 1985–87 2004–22   |
| 아기아 소피아 경기장 | 33,000    | 2022–             |

### 최다 관중수 기록
| 날짜             | 관중수 | 경기장          | 대회              | 상대           |
| ---------------- | ------ | --------------- | ----------------- | -------------- |
| 1986년 5월 23일  | 74,473 | 스피로스 루이스 | 수페르리가 엘라다 | 파나티나이코스 |
| 2006년 11월 21일 | 56,203 | 스피로스 루이스 | UEFA 챔피언스리그 | 밀란           |

### 훈련 시설
AEK의 훈련 시설은 스파타에 위치해 있으며, 그리스에서 세손가락에 꼽히는 훈련장이며, 가장 값이 높다. 훈련장에는 3개의 보통 잔디구장과 1개의 합성 잔디로 된 구장이 위치해 있다. 훈련장 본부는 팀 사무실, 기자회견실, 그리고 선수실 등을 두고 있다. 훈련장은 AEK 1군과 리저브팀이 사용하고 있다. AEK는 2010년 11월에 이곳으로 훈련장을 이전했다.

## 서포터
AEK는 대규모 팬층을 지니고 있으며, 다수의 AEK 팬들은 콘스탄티노폴리스의 피난민이거나 그들의 후손이며, 1923년 소아시아 사태 당시 강제된 인구 교환으로 아테네에 정착했다. AEK의 최대 서포터 단체는 오리지날 21이다. 처음으로 생긴 AEK 서포터 단체는 21번 출입구(Θυρα 21, 1975년 창설)이며, 네아 필레델페이아의 니코스 구마스 경기장에서 가장 열성적인 팬들이 집결하는 출입구 번호에서 땄다. AEK는 전 세계에 다수의 팬들을 지니고 있는데, 이들 대부분이 북아메리카, 잉글랜드, 오스트레일리아, 그리고 키프로스의 그리스계 이민자들을 기반으로 한다.

### 동맹 서포터 단체
AEK 팬들은 리보르노와 마르세유 팬들과 깊은 관계를 맺고 있다. AEK는 동맹 구단의 지지를 목적으로 깃발을 올리거나 안무를 연출하곤 한다. 소위 "삼각 형재애"가 마르세유, 리보르노 AEK 팬들 사이에 자라났으며, 동맹 관계를 맺은 서포터 단체는 각각 코망도 울트라스 84, (Commando Ultras 84) 브리게이트 오토놈 리보르네시 99, (Brigate Autonome Livornesi 99) 그리고 오리지날 21이다.
2013년 4월 25일, 페네르바흐체 팬들이 AEK를 지지하는 현수막을 걸었는데, 그 현수막에는 "AEK, ΚΡΑΤΑ ΓΕΡΑ" ("AEK여 굳세게 버텨라") 라고 적혀 있었다. 클럽은 두 구단에서 모두 활약했던 그리스 스타 레프테르 퀴취칸도니아디스로 연계되어 있다. 그러나, 이 두 구단간 형제적인 연계를 맺었는지에 대해서는 확실치 않다.

### 연계 구단
리보르노
 마르세유

## 응원가
AEk의 공식 응원가 "가라 AEK의 젊은이들이어" (그리스어: Εμπρός της ΑΕΚ παλληκάρια)는 스텔리오스 카잔치디스가 작곡되었고, 흐리스토스 콜로코트로니스가 작사를 했으며, 미미스 파파이오안누가 불렀다.
| ΑΕΚ, ΑΕΚ, ΑΕΚ! Αναστενάζουν τα γκολπόστ και τα δοκάρια σπάζουν, της Ένωσης οι αετοί τα δίχτυα κομματιάζουν! Εμπρός της ΑΕΚ παλληκάρια σουτάρετε και σπάστε τα δοκάρια τα δίχτυα σκίστε, την δόξα κατακτήστε, νικήστε νικήστε νικήστε! τα δίχτυα σκίστε, την δόξα κατακτήστε, νικήστε νικήστε νικήστε! ΑΕΚ, ΑΕΚ, ΑΕΚ! Οι κυνηγοί σου κεραυνοί, βράχος η άμυνά σου και της Ρεάλ το φόβητρο έγινε τ’ όνομά σου! Εμπρός της ΑΕΚ παλληκάρια σουτάρετε και σπάστε τα δοκάρια τα δίχτυα σκίστε, την δόξα κατακτήστε, νικήστε νικήστε νικήστε! τα δίχτυα σκίστε, την δόξα κατακτήστε, νικήστε νικήστε νικήστε! ΑΕΚ, ΑΕΚ, ΑΕΚ! Εμπρός της ΑΕΚ παλληκάρια σουτάρετε και σπάστε τα δοκάρια τα δίχτυα σκίστε, την δόξα κατακτήστε, νικήστε νικήστε νικήστε! τα δίχτυα σκίστε, την δόξα κατακτήστε, νικήστε νικήστε νικήστε! | ΑΕΚ, ΑΕΚ, ΑΕΚ! Anastenázoun ta gkolpóst kai ta dokária spázoun, tis Énosis oi aetoí ta díchtya kommatiázoun! Emprós tis AEK pallikária soutárete kai stáste ta dokária ta díchtya skíste, tin dóxa kataktíste vikíste vikíste vikíste! ta díchtya skíste, tin dóxa kataktíste vikíste vikíste vikíste! ΑΕΚ, ΑΕΚ, ΑΕΚ! Oi kynigoí sou keraynoí, bráchos i ámyná sou kai tis Reál to fóbitro égine t' ónomá sou! Emprós tis AEK pallikária soutárete kai stáste ta dokária ta díchtya skíste, tin dóxa kataktíste vikíste vikíste vikíste! ta díchtya skíste, tin dóxa kataktíste vikíste vikíste vikíste! ΑΕΚ, ΑΕΚ, ΑΕΚ! Emprós tis AEK pallikária soutárete kai stáste ta dokária ta díchtya skíste, tin dóxa kataktíste vikíste vikíste vikíste! ta díchtya skíste, tin dóxa kataktíste vikíste vikíste vikíste! | 아에크, 아에크, 아에크! 골대가 한숨을 쉬고 골대가 부서지고, 연합의 독수리여 골망을 찢어라! 가라 AEK의 젊은이들이어 슛하고 골대를 부숴라 골망을 찢어라, 영광을 쟁취하라 이겨라 이겨라 이겨라! 골망을 찢어라, 영광을 쟁취하라 이겨라 이겨라 이겨라! 아에크, 아에크, 아에크! 자네의 공격은 번개, 자네의 수비는 바위 레알에게 공포를 당신의 이름으로! 가라 AEK의 젊은이들이어 슛하고 골대를 부숴라 골망을 찢어라, 영광을 쟁취하라 이겨라 이겨라 이겨라! 골망을 찢어라, 영광을 쟁취하라 이겨라 이겨라 이겨라! 아에크, 아에크, 아에크! 가라 AEK의 젊은이들이어 슛하고 골대를 부숴라 골망을 찢어라, 영광을 쟁취하라 이겨라 이겨라 이겨라! 골망을 찢어라, 영광을 쟁취하라 이겨라 이겨라 이겨라! |

## 라이벌전
AEK의 최대 라이벌 구단들은 파나티나이코스와 올림피아코스이다. 이웃 파나티나이코스와는 아테네 지역 더비를 치른다. 라이벌 관계는 두 팀이 우승 경쟁을 하는 데에서 비롯된 것 뿐만 아니라, 피난민 혈통의 팬층을 지닌 AEK와 아테네 토박이 상류층 팬들을 지닌 파나티나이코스라는 점에서 구도가 생겨났다. 올림피아코스와의 라이벌 관계는 그리스 축구 역사상 가장 성공적인 클럽들로 손꼽히는 두 클럽이라는 점에서 비롯되었다. 라이벌 관계는 1995-96 시즌, AEK의 전 스타 선수이자 당시 감독이었던 두샨 바예비치가 올림피아코스로 이적하면서 고조되었다.

## 타 구단과의 관계
AEK는 그리스와 그리스계 이주민들이 거주하는 해외의 다수 구단들과 연계되어 있으며, 예를 들어 캐나다의 AEK 런던 온타리오와 AEK 올림피안스; 오스트레일리아의 AEK 웨이벌리 원더러스; 헝가리의 AEK 벨로이어니시; 키프로스의 AEK 쿠클리아; 그리고 그리스 국내의 AEK 아르하겔루, AEK 하니온, AEK 아르구스, AEK 파트론, AEK 칼라마타스, AEK 카발라스, AEK 아기우 콘스탄티누, AEK 트리폴리스, 그리고 AEK 카차바 이라클리온이 있다. 클럽은 시드니의 뱅크스타운 베리스와 축구 아카데미를 통합으로 운영하고 있다.

## 유럽대항전 기록

### UEFA 랭킹
2023-06-10  기준
| 순위 | 팀                  | 점수   |
| ---- | ------------------- | ------ |
| 137  | 레기아              | 11.000 |
| 138  | 로센보르그          | 11.000 |
| 139  | AEK 아테네          | 11.000 |
| 140  | 스파르타크 트르나바 | 10.500 |
| 141  | 플로라              | 10.500 |

## 역대 성적

### 국내 대회
리그
- 범그리스 리그 / 알파 에트니키 / 수페르리가 엘라다 우승 13회
  - 우승: 1938-39, 1939-40, 1962-63, 1967-68, 1970-71, 1977-78, 1978-79, 1988-89, 1991-92, 1992-93, 1993-94, 2017-18, 2022-23
- 아테네 축구 클럽 협회 리그 우승 6회 (지역 대회)
  - 우승: 1940, 1941, 1943, 1946, 1947, 1950
- 풋볼 리그 2 우승 1회
  - 우승: 2013-14 (6조)

컵
- 그리스 컵 우승 16회
  - 우승: 1931-32, 1938-39, 1948-49, 1949-50, 1955-56, 1963-64, 1965-66, 1977-78, 1982-83, 1995-96, 1996-97, 1999-2000, 2001-02, 2010-11, 2015-16, 2022-23
- 그리스 슈퍼컵 우승 3회 (1회 비공식)
  - 우승: 1971, 1989, 1996
- 그리스 리그컵 우승 1회 (유일한 우승팀)
  - 우승: 1989-90

### 국제 대회
- 시드니 페스티벌 오브 풋볼 우승 1회 (유일한 우승팀)
  - 우승: 2010

## 선수

### 현재 선수 명단
참고: FIFA 자격 규정에 따라 소속된 국가대표팀 국기를 표시합니다. 선수는 복수의 FIFA 비회원국 국적을 가지고 있을 수 있습니다.
| 번호 | 포지션 | 국적       | 이름                    |
| ---- | ------ | ---------- | ----------------------- |
| 1    | GK     |            | 일리아스 부라스         |
| 2    | DF     |            | 아리스티디스 소일레디스 |
| 3    | DF     |            | 스트라보스 페타브라키스 |
| 4    | MF     |            | 바실리오스 로바스       |
| 5    | DF     |            | 바실리스 람브로풀로스   |
| 6    | MF     |            | 미겔 코르데로 (부주장)  |
| 7    | FW     | 포르투갈   | 엘데르 바르보사         |
| 8    | FW     |            | 알레샹드리 다코우       |
| 9    | FW     | 크로아티아 | 이반 브레체비치         |
| 10   | MF     |            | 디미트리스 아나코글루   |
| 11   | MF     |            | 반겔리스 플라텔라스     |
| 12   | GK     |            | 포티스 카라욜리디스     |
| 14   | MF     |            | 디미트리스 그론티스     |
| 15   | DF     |            | 스트라토스 스바르나스   |

| 번호 | 포지션 | 국적       | 이름                           |
| ---- | ------ | ---------- | ------------------------------ |
| 17   | MF     | 몬테네그로 | 다르코 조리치                  |
| 18   | MF     |            | 야콥 요한손                    |
| 20   | MF     |            | 페트로스 만탈로스              |
| 21   | FW     |            | 흐리스토스 아라비디스          |
| 22   | GK     |            | 얀니스 아네스티스              |
| 23   | MF     |            | 마르코스 두니스                |
| 26   | DF     |            | 디미트리오스 콜로베치오스      |
| 27   | DF     |            | 미할리스 바카키스              |
| 30   | GK     |            | 파나요티스 두니스              |
| 31   | DF     |            | 니콜라오스 게오르게아스 (주장) |
| 44   | MF     | 세네갈     | 아블라예 야레 파예             |
| 55   | DF     |            | 아담 차네토풀로스              |
| 89   | DF     |            | 게오르요스 사리스              |
| 99   | FW     | 나이지리아 | 매컬리 크리산투스              |

### 임대 선수 명단
참고: FIFA 자격 규정에 따라 소속된 국가대표팀 국기를 표시합니다. 선수는 복수의 FIFA 비회원국 국적을 가지고 있을 수 있습니다.
| 번호 | 포지션 | 국적             | 이름                                 |
| ---- | ------ | ---------------- | ------------------------------------ |
| —    | DF     | 콩고 민주 공화국 | 크리스토포로스 뒤베레 (→ 라피나스)   |
| —    | DF     |                  | 게오르요스 사리스 (→ 에피스코피)     |
| —    | MF     |                  | 니콜라 지바노비치 (→ 이에라페트라스) |

| 번호 | 포지션 | 국적 | 이름                                   |
| ---- | ------ | ---- | -------------------------------------- |
| —    | MF     |      | 오레스티스 팔리아루타스 (→ 키피시아)   |
| —    | FW     |      | 라브로스 타나일라키스 (→ 일리시아코스) |
| —    | FW     |      | 바실리스 체바스 (→ 프사흐나)           |

### U–20팀 선수 명단
2014년 12월 4일 기준

참고: FIFA 자격 규정에 따라 소속된 국가대표팀 국기를 표시합니다. 선수는 복수의 FIFA 비회원국 국적을 가지고 있을 수 있습니다.
| 번호 | 포지션 | 국적 | 이름                          |
| ---- | ------ | ---- | ----------------------------- |
| —    | GK     |      | 파나요티스 두니스             |
| —    | GK     |      | 아타나시오스 판토스           |
| —    | GK     |      | 테미스토클리스 첼리오스       |
| —    | DF     |      | 얀니스 비달리스               |
| —    | DF     |      | 요르고스 얀누초스             |
| —    | DF     |      | 얀니스 그람마티카스           |
| —    | DF     |      | 파나요티스 콘토에스           |
| —    | DF     |      | 파나요티스 코프사니디스       |
| —    | DF     |      | 알키비아디스 마르코풀리오티스 |
| —    | DF     |      | 판텔리스 파누르야스           |
| —    | DF     |      | 요르고스 파파조글루           |
| —    | DF     |      | 디미트리오스 프사니스         |
| —    | MF     |      | 콘스탄티노스 갈라노풀로스     |

| 번호 | 포지션 | 국적 | 이름                        |
| ---- | ------ | ---- | --------------------------- |
| —    | MF     |      | 디미트리오스 게오르감리스   |
| —    | MF     |      | 바실리오스 카르부니디스     |
| —    | MF     |      | 디미트리오스 리시           |
| —    | MF     |      | 라자로스 미하스             |
| —    | MF     |      | 바실리오스 포소얀           |
| —    | MF     |      | 일리아스 첼리오스           |
| —    | FW     |      | 흐리스토스 안토니우         |
| —    | FW     |      | 요르고스 아르바니타키스     |
| —    | FW     |      | 알렉산드로스 아스프로얀니스 |
| —    | FW     |      | 안트레아스 블라호미트로스   |
| —    | FW     |      | 안토니오스 키리아지스       |
| —    | FW     |      | 디미트리오스 차타스         |

### U–20팀 임대 선수 명단
참고: FIFA 자격 규정에 따라 소속된 국가대표팀 국기를 표시합니다. 선수는 복수의 FIFA 비회원국 국적을 가지고 있을 수 있습니다.
| 번호 | 포지션 | 국적 | 이름                           |
| ---- | ------ | ---- | ------------------------------ |
| —    | GK     |      | 지코스 마니스 (→ 라피나스)     |
| —    | FW     |      | 일리아스 부치카리스 (→ 코로피) |

### 원 클럽 맨
| 선수                      | 국적   | 포지션 | 데뷔   | 은퇴   |
| ------------------------- | ------ | ------ | ------ | ------ |
| 클레안티스 마로풀로스     | 그리스 | FW     | 1934년 | 1952년 |
| 안드레아스 스타마티아디스 | 그리스 | MF     | 1950년 | 1969년 |
| 스텔리오스 마놀라스       | 그리스 | DF     | 1979년 | 1998년 |

### 리그 최다 출장 기록
| 순위 | 선수                      | 국적         | 출전 |
| ---- | ------------------------- | ------------ | ---- |
| 1    | 스텔리오스 마놀라스       | 그리스       | 634  |
| 2    | 미미스 파파이오안누       | 그리스       | 480  |
| 3    | 라키스 니콜라우           | 그리스       | 358  |
| 4    | 토니 사베프스키           | 북마케도니아 | 356  |
| 5    | 니코스 코스테노글루       | 그리스       | 304  |
| 6    | 스텔리오스 세라피디스     | 그리스       | 300  |
| 7    | 스텔리오스 스케보필라카스 | 그리스       | 293  |
| 8    | 안드레아스 스타마티아디스 | 그리스       | 267  |
| 9    | 토마스 마브로스           | 그리스       | 277  |
| 10   | 페트로스 라부시스         | 그리스       | 263  |

### 리그 최다 득점 기록
| 순위 | 선수                    | 국적                | 골  |
| ---- | ----------------------- | ------------------- | --- |
| 1    | 미미스 파파이오안누     | 그리스              | 234 |
| 2    | 코스타스 네스토리디스   | 그리스              | 184 |
| 3    | 토마스 마브로스         | 그리스              | 177 |
| 4    | 데미스 니콜라이디스     | 그리스              | 125 |
| 5    | 바실리오스 치아르타스   | 그리스              | 125 |
| 6    | 코스타스 니콜라이디스   | 그리스              | 94  |
| 7    | 클레안티스 마로풀로스   | 그리스              | 89  |
| 8    | 니코스 리베로풀로스     | 그리스              | 84  |
| 9    | 바실리스 디미트리아디스 | 그리스              | 81  |
| 10   | 다니엘 바티스타         | 카보베르데 · 그리스 | 67  |

## 역대 감독
| 감독                  | 임기      |
| --------------------- | --------- |
| 마리오 마뇨치         | 1952~1953 |
| 브란코 스탄코비치     | 1968~1973 |
| 빌리 빙엄             | 1973      |
| 즐라트코 차이코브스키 | 1977~1978 |
| 푸슈카시 페렌츠       | 1978~1979 |
| 한스 틸코프스키       | 1981      |
| 즐라트코 차이코브스키 | 1982~1983 |
| 토도르 베셀리노비치   | 1987~1988 |
| 두샨 바예비치         | 1988~1996 |
| 올레흐 블로힌         | 1998~1999 |
| 페르난두 산투스       | 2001~2002 |
| 두샨 바예비치         | 2002~2004 |
| 페르난두 산투스       | 2004~2006 |
| 니코스 코스테노글루   | 2008      |
| 두샨 바예비치         | 2008~2010 |
| 니코스 코스테노글루   | 2011~2012 |
| 트라이아노스 델라스   | 2013~2015 |
| 구스타보 포예트       | 2015~2016 |
| 스텔리오스 마놀라스   | 2016      |
| 테무르 케츠바이아     | 2016      |
| 조제 모라이스         | 2016~2017 |
| 니코스 코스테노글루   | 2019      |
| 마시모 카레라         | 2019~2020 |
| 아르기리오스 야니키스 | 2021~2022 |
| 마티아스 알메이다     | 2022~     |

## 스태프

### 보드진
| 지위       | 이름                        |
| ---------- | --------------------------- |
| 구단주     | 디미트리스 멜리사니디스     |
| 회장 & CEO | 바겔리스 아슬라니디스       |
| 총 책임자  | 알렉시스 데데스             |
| 대표 이사  | 두샨 바예비치               |
| 보드진     | 안드레아스 아나톨리오타키스 |
| 보드진     | 콘스탄티노스 마리나키스     |
| 보드진     | 스테르요스 간출라스         |

### 역대 회장
| 역대 AEK 회장 (1924-현재) | 역대 AEK 회장 (1924-현재) | 역대 AEK 회장 (1924-현재) |
| --- | --- | --- |
| - 사란티스 파파도풀로스 (1924) - 콘스탄티노스 스파누디스 (1924–1932) - 알렉산드로스 스트로길로스 (1932–1933) - 콘스탄티노스 사리피스 (1933–1935) - 콘스탄티노스 테오파니디스 (1935–1937) - 콘스탄티노스 흐리소풀로스 (1937–1938) - 바실리오스 프리다스 (1938–1940) - 에밀리오스 이오나스 (1945–1949) - 스피리돈 스쿠라스 (1949–1950 ) - 게오르요스 멜라스 (1950–1952) - 엘레프테리오스 베니젤로스 (1952) - 게오르요스 흐리사피디스 (1952–1957) - 니콜라오스 구마스 (1957–1963) - 알렉산드로스 마크리디스 (1963–1966) - 미하일 트리코글루 (1966–1967) - 엠마누일 칼리추나키스 (1967) - 코스마스 키리아키디스 (1967–1968) | - 일리아스 게오르고풀로스 (1968–1969) - 게오르요스 흐리사피디스 (1969–1970) - 코스마스 하치하랄라부스 (1970–1973) - 디미트리오스 아브라미디스 (1973) - 이오안니스 테오도라코풀로스 (1973–1974) - 루카스 발로스 (1974–1981) - 안드레아스 자피로풀로스 (1981–1982) - 미할리스 아르카디스 (1982–1983) - 엘레프테리오스 파나기디스 (1983–1984) - 안드레아스 자피로풀로스 (1984–1988) - 에프스트라티오스 기도풀로스 (1988–1991) - 콘스탄티노스 게네라키스 (1991–1992) - 디미트리스 멜리사니디스 (1992–1993) - 이오안니스 카라스 (1993–1994) - 디미트리스 멜리사니디스 (1994–1995) - 미할리스 트로하나스 (1995–1997) - 게오르요스 키리오풀로스 (1997) | - 알렉시스 쿠야스 (1997) - 라키스 니콜라우 (1997–1998) - 디미트리스 멜리사니디스 (1998–1999) - 스테파노스 마마치스 (1999–2000) - 코르넬리우스 시에르후이스 (2000–2001) - 필로나스 안토노풀로스 (2001) - 페트로스 스타티스 (2001) - 흐리소스토모스 프소미아디스 (2001–2003) - 얀니스 그라니차스 (2003–2004) - 데미스 니콜라이디스 (2004–2008) - 게오르요스 킨티스 (2008–2009) - 니콜라오스 타노풀로스 (2009–2010) - 스타브로스 아다미디스 (2010–2012) - 토마스 마브로스 (2012) - 안드레아스 디미트렐로스 (2012–2013) - 바겔리스 아슬라니디스 (2013–) |

### 코칭스태프, 의료진, 아카데미 스태프
코칭스태프
| 지위        | 이름                    | 국적       |
| ----------- | ----------------------- | ---------- |
| 감독        | 마티아스 알메이다       | 아르헨티나 |
| 수석코치    |                         |            |
| 체력코치    |                         |            |
| 골키퍼 코치 |                         |            |
| 팀 매니저   | 바실리스 디미트리아디스 | 그리스     |
| 기술 디렉터 | 브란코 밀로바노비치     | 세르비아   |
| 스카우터    | 미할리스 카사피스       | 그리스     |

의료진
| 지위        | 이름                        | 국적   |
| ----------- | --------------------------- | ------ |
| 수석 의료진 | 판텔리스 라키스 니콜라우    | 그리스 |
| 의료진      | 알키비아디스 칼리아크마니스 | 그리스 |
| 의료진      | 파나요티스 알렉산드로풀로스 | 그리스 |
| 물리 치료사 | 니코스 판타지스             | 그리스 |
| 물리 치료사 | 얀니스 부루치카스           | 그리스 |
| 물리 치료사 | 니코스 시스카스             | 그리스 |
| 물리 치료사 | 디오니시스 에그카르호스     | 그리스 |

아카데미 스태프
| 지위                             | 이름                        | 국적   |
| -------------------------------- | --------------------------- | ------ |
| 아카데미 팀장                    | 아키스 지코스               | 그리스 |
| 부서운영                         | 그리고리스 보그다니스       | 그리스 |
| 유소년 발전 프로그램 수석 운영자 | 미할리스 미트로타시오스     | 그리스 |
| 총 책임자                        | 디미트리스 세라피디스       | 그리스 |
| 골키퍼 코치                      | 흐리소스토모스 미하일리디스 | 그리스 |
| 체력코치                         | 디미트리스 스테르요풀로스   | 그리스 |
| U-20 감독                        | 스텔리오스 마놀라스         | 그리스 |
| U-18 감독                        | 하리스 코피치스             | 그리스 |
| U-17 감독                        | 아겔로스 하초풀로스         | 그리스 |
| U-17 수석코치                    | 미할리스 파블리스           | 그리스 |
| U-14 / 15 감독                   | 스타브로스 레차스           | 그리스 |
| U-12 / 13 감독                   | 스텔리오스 오르파니디스     | 그리스 |

## 같이 보기
- AEK
- 유럽 클럽 협회